# Cixi, Ningbo
Cixi, tidigare känd som Tsekee eller Tzeki, är en stad på häradsnivå i östra Kina och lyder under Ningbos stad på prefekturnivå i Zhejiang-provinsen i östra Kina.

## Demografi och administrativt indelning
Befolkningen uppgick till 1 214 537 invånare vid folkräkningen år 2000, varav 183 620 invånare bodde i huvudorten Hushan. Stadshäradet var år 2000 indelat i 23 köpingar (zhèn). Större orter, förutom Hushan, är (med invånarantal 2000) Henghe (83 665), Zonghan (79 067) och Guancheng (70 485).

## Historia
Under det första opiumkriget var staden var krigsskådeplats för "slaget om Tsekee" 15 mars 1842. Under Taipingupproret blev staden åter skådeplats för ett slag mellan Taiping-trupperna och Frederick Townsend Wards "Den alltid segrande armén", vilket inträffade den 20 september 1862. Ward avled senare i skadorna han ådrog sig under slaget.